# ジョセフ・ロピー
ジョセフ・ロピー（Joseph Lopy、1992年3月15日 - ） はセネガル出身の同国代表サッカー選手。ニーム・オリンピック所属。ポジションはMF。

## 経歴

### クラブ
母国セネガルのディアンバースFCでのプレーを経て、2011年にフランスのFCソショー＝モンベリアルに練習生として加入。2011年10月16日のヴァランシエンヌFC戦で公式戦初出場を果たした。2011-12シーズン終了後、プロ契約を結んだ。2015年6月、契約満了によりソショーを退団。
ソショー退団後、フランス全国選手権（3部）のUSブローニュにフリーで加入。
2016年6月2日、クレルモン・フットに加入。2017-18シーズン終了後、契約満了で退団。
2018年6月29日、USオルレアン・ロワレに加入。2019-20シーズン終了後、契約満了で退団。
オルレアン退団後、古巣FCソショーにフリーで加入。
2023年1月25日、ニーム・オリンピックに移籍。

### 代表
2020年10月9日、モロッコ代表とのフレンドリーマッチでセネガル代表デビュー。

## タイトル

### 代表
- アフリカネイションズカップ: 2021[5]